# هرگز روی برنگردان
هرگز روی برنگردان (آلمانی: Werk ohne Autor) یک فیلم به کارگردانی فلوریان هنکل فون دونرسمارک است که در سال ۲۰۱۸ منتشر شد. از بازیگران آن می‌توان به تام شیلینگ و سباستیان کخ اشاره کرد.